# لويس ألبرتو أسكوبادو
لويس ألبرتو أسكوبادو (بالإسبانية: Luis Alberto Escobedo)‏ هو لاعب كرة قدم أرجنتيني، ولد في 3 سبتمبر 1962، في سانتياغو ديل استيرو في الأرجنتين. لعب مع فيليز سارسفيلد.